# 全國花火競技大會
全國花火競技大會是日本的一個煙花大會，每年8月的第四個禮拜六在秋田縣大仙市大曲地區的河川敷運動公園舉行，為日本三大煙火大會之一。該花火大會被認為是日本具代表性的花火大會之一，也是日本唯一有在白天舉行部分的花火大會。全國花火競技大會的歷史開始於1910年的奧羽六縣花火共進會。大會分為自17時開始的白天部分和自19時開始的夜間部分。自1990年代初期開始，每年在現場觀賞花火大會的遊客數超過40萬人。1997年秋田新幹線開通之後這一數字更大幅增加。